# 콜린 조스트
콜린 조스트(Colin Jost, 1982년 6월 29일 ~ )는 미국의 코미디언, 배우, 작가이다. 2005년부터 《새터데이 나이트 라이브》(SNL) 작가 겸 출연자로 활동하고 있다.

## 출연 작품
- 톰과 제리 - 벤 역